# Frank Matossi
Frank Matossi (* 27. Februar 1902 in Frankfurt am Main; † 4. April 1968 in Freiburg im Breisgau) war ein deutscher Physiker.

## Leben
Matossi studierte Physik in Frankfurt, Göttingen und Marburg, wo er 1926 bei Clemens Schaefer promoviert wurde. Danach war er Assistent in Gießen und folgte dann Schaefer nach Breslau, wo er sich 1935 habilitierte. 1937 bis 1939 war er Gastwissenschaftler bei Peter Debye am Kaiser-Wilhelm-Institut für Physik in Berlin und 1938/39 Referent im Heereswaffenamt in Berlin. 1940 bis 1945 war er außerordentlicher Professor an der Universität Graz und dort Direktor des zweiten physikalischen Instituts. Ab 1947 war er zehn Jahre als Berater an den Naval Ordnance Laboratories in White Oak (Maryland). 1957 wurde er Professor für Festkörperphysik an der Albert-Ludwigs-Universität Freiburg.
Matossi arbeitete sowohl experimentell als auch theoretisch, insbesondere in der Ultrarotspektroskopie (noch bei Clemens Schaefer), unter anderem mit der photoelektrischen Relaismethode zum Nachweis ultraroter Strahlung (1931), mit Ramanspektroskopie, die er schon 1929 gleich nach der Entdeckung des Ramaneffekts mit Schaefer für die Aufklärung der Struktur von Molekülen einsetzte und in Graz als Kollege eines der Pioniere der Methode (Fritz Kohlrausch) fortsetzte, und in den USA vor allem mit Elektrolumineszenz. Auf letzterem Gebiet erklärte er den sog. Tilgungseffekt (Abschwächung der Elektrolumineszenz) mit der strahlungslosen Rekombination von Elektronen und Löchern im elektrischen Feld erklärte. In seiner Zeit in Freiburg befasste er sich mit grundlegenden Problemen der Festkörperphysik wie Photoleitung.

## Schriften (Auswahl)
- mit Clemens Schaefer: Das ultrarote Spektrum, Springer 1930
- Ergebnisse der Ultrarotforschung, in: Ergebnisse der exakten Naturwissenschaften, Band 17, 1938, S. 108–163
- Der Raman-Effekt, Vieweg 1944
- Elektrolumineszenz und Elektrophotolumineszenz, Sammlung Vieweg 1957
- Gruppentheorie der Eigenschwingungen von Punktsystemen, Springer 1961

1966 bearbeitete er den Optik Band des Bergmann-Schaefer (Lehrbuch der Experimentalphysik, Band 3).